# Râul Bahluiul Mic
Râul Bahluiul Mic este un curs de apă, afluent al râului Bahlui. 